# Christoph Bernhard Valentini
Christoph Bernhard Valentini (* 29. Dezember 1694 in Gießen; † 10. Februar 1728 in Berleburg) war ein deutscher Mediziner.

## Familie
Valentini wurde als Sohn des Arztes und Naturforschers Michael Bernhard Valentini (1657–1729) und der Anna Felicitas geb. Müller (1671–1731) geboren. Er heiratete  Maria Elisabeth Seuferheld (1705–1728), mit der er zwei Söhne hatte: Bernhard Friedrich (auch: Friedrich Bernhard Theophil)  Valentini (* 1726) und  Georg Casimir Christoph Valentini (* 1728). 

## Werdegang
Valentini studierte Medizin an der Universität Gießen und erlangte am 29. Juli 1717 das Lizenziat (Lic. med.) in Gießen. 
Er wurde am 17. Dezember 1718 in die Deutsche Akademie der Naturforscher Leopoldina mt dem akademischen Beinamen Thessalus II. unter der Matrikelnummer 335 aufgenommen. 
Am 22. Juni 1719 wurde er zum Dr. med. promoviert. Am 15. Juli 1721 wurde er außerordentlicher Professor der Medizin in Gießen.
1727 war er als Leibarzt des Landgrafen Heinrich von Hessen-Darmstadt in Butzbach tätig.
Er starb als Leibarzt zu Berleburg 1728.

## Schriften
- Disputatio Inauguralis Medica De Ceraunia vulgò von der Donner-Axt, Ut Et De Fulmine Tactis, 1717
- Observatio LII : Anatome Lari cinerei majoris / Dn. Lic. Christophori Bernhardi Valentini, 1719
- Observatio LIII : Anatome pici majoris nigri / Dn. L. Christophori Bernhardi Valentini, 1719
- Observatio LV : Variolae cum petechiis et diarrhoea / Dn. Lic. Christophori Bernhardi Valentini, 1719
- Observatio LVI : Pleuro-pneumonia suppurata et per diarrhoeam purulentam terminata / Dn. Lic. Christophori Bernhardi Valentini, 1719
- Observatio CLIV : Vesicula fellis insolitae magnitudinis / Dn. D. Christophori Bernhardi Valentini, 1727
- Observatio CLV : Rex Rosarum novus / Dn. D. Christophori Bernhardi Valentini, 1727
- Observatio CLVI : Osteocolla figurata Gissena / Dn. D. Christophori Bernhardi Valentini, 1727
- Epistola Consultatoria qua Viri Summe Reverendi Dn. Johann. Gerhardi Meuschenii, Gießen und Frankfurt, 1720